# Кирякина-Колотилова, Клавдия Ивановна

Бюст

Клавдия Ивановна Кирякина-Колотилова (1884—1968) — русская революционерка, депутат Иваново-Вознесенского совета рабочих депутатов, член РСДРП.
Партийная кличка — «Мишка»

## Биография
Родилась в Иваново-Вознесенске (ныне Иваново) в рабочей семье. Под влиянием старшего брата Александра увлеклась революционными идеями и стала посещать женский марксистский кружок. В 1901 году её приняли в РСДРП и партия поручила Кирякиной агитацию среди женщин, назначила парторганизатором одного из районов Иваново-Вознесенска и заведующей библиотекой нелегальной марксистской литературы. В 1902 году первый раз была арестована, после ареста продолжала участвовать в революционном движении. В мае 1905 года Кирякина от фабрики Кашинцева избралась в Иваново-Вознесенский совет рабочих депутатов.
В 1905 году Кирякина уехала из Иваново-Вознесенска в связи с разгромом её дома черносотенцами.
В 1910 году вернулась и после Октябрьской революции работала в системе образования. Во время Первой мировой войны работала медсестрой в госпитале. В 1921 году вместе с семьёй переехала в Ростов-на-Дону, а потом в Москву.

## Память
В честь семьи Кирякиных в Иванове названа улица. В Мемориале на Талке был установлен гранитный бюст.